# Гаврилов, Александр Матвеевич
Александр Матвеевич Гаврилов (1795 — после 1867) — адъюнкт российской словесности Московского университета.

## Биография
Родился 17 (28) февраля 1795 года в семье профессора М. Г. Гаврилова.
Учился в университетской гимназии, с 1805 года — в университетском благородном пансионе. В 1810 году был зачислен в студенты словесного отделения Московского университета, где уже в 1811 году был отмечен серебряной медалью.
В 1814 году окончил университет со степенью кандидата словесных наук, а в 1818 году после защиты диссертации: «Exponatur utilitas, quam priscarum litterarum studia adferre possint ad mores emendandos, ad sensum pulchri subigendum mentemque nostram bonarum rerum cognitione erudiendam» получил степень магистра.
Занимал должность надзирателя и преподавателя российской словесности в университетском благородном пансионе в 1814—1825 гг.; его учениками были князь Одоевский, Титов, Шевырёв, Ознобишин, Морозов, Перцов. В 1818—1839 гг. преподавал русскую словесность в Воспитательном доме.
В 1828 году получил звание адъюнкта и стал читать, вместо заболевшего и затем умершего своего отца, лекции славянского языка, теории изящных искусств и археологии, а потом российской словесности в практическом отношении, сначала для студентов всех отделений 1-го курса, а затем одного медицинского по 1835 год.
В 1836 году перемещён инспектором во 2-ю гимназию (до 1840 года). С 11 июня 1838 года — коллежский советник. Давал частные уроки русской словесности, в том числе графине Е. П. Ростопчиной.
Был награждён орденами Св. Анны 3-й ст. (10.12.1824), Св. Владимира 4-й ст. (21.4.1832), Св. Станислава 2-й (3-й?) ст. (9.12.1838).